# Annette Hess
Annette Hess (Hanôver, 18 de janeiro de 1967) é uma roteirista e escritora alemã. 

## Biografia
Inicialmente estudou pintura e design de interiores, especializando-se mais tarde em dramaturgia. Atuou como jornalista e assistente e, desde 1998, trabalha exclusivamente como roteirista, tornando-se famosa por suas séries de televisão. Recebeu inúmeras premiações, incluindo o Prêmio Grimme, o Prêmio de Autores de Frankfurt e o Prêmio da Televisão Alemã.

## A Intérprete
Em 21 de setembro de 2018 foi lançado pela Ullstein-Verlag seu primeiro romance, Deutsches Haus (literalmente, Casa Alemã, nome do restaurante da família da protagonista), publicado no Brasil pela Editora Arqueiro sob o título A Intérprete, em tradução de Ivo Korytowski. O romance tem como protagonista uma jovem mulher, chamada Eva, que é convidada para substituir o intérprete polonês, que não conseguiu chegar a tempo ao Julgamento de Auschwitz, que começou em 20 de dezembro de 1963 em Frankfurt e cujos 22 réus eram ex-guardas do antigo campo de extermínio nazista. No desenrolar dos procedimentos Eva é confrontada com o passado de sua família. O romance foi traduzido para vários idiomas, entre eles inglês, francês, espanhol e italiano.